# 伊達斉村
伊達 斉村（だて なりむら）は、江戸時代後期の大名。仙台藩8代藩主。伊達氏24代当主。官位は従四位下・陸奥守、左近衛権少将。

## 経歴
安永3年12月5日（1775年1月6日）、7代藩主・伊達重村の次男として誕生。母は喜多山美哲（藤蔵）の娘、正操院。天明3年（1783年）に嗣子となり（兄は早世していたものと思われる）、祝村（ときむら）と名乗る。
父の正室・観心院の養いとなる。守役は古田良智（舎人）、付役は平賀義雅（蔵人）が勤める。
天明7年（1787年）に元服して11代将軍・徳川家斉の偏諱を受けて斉村と改名し、従四位下、侍従、美作守となる。寛政2年（1790年）、父・重村の隠居を受けて家督を相続し、陸奥守、左近衛少将となる。寛政5年（1793年）に関白・鷹司輔平の娘、興姫（後に誠子と改名、光格天皇の従姉）と結婚する。
寛政8年（1796年）には伊達家に不幸が連続する。同年3月2日に正室の誠子を母として長男・周宗が出生したが、産後の肥立ちが悪く、同年4月16日に誠子が死去する。同年4月21日に江戸で父が死去する。斉村も帰国の途中に白河駅で病にかかり、帰国後に仙台城にて同年7月27日（1796年8月29日）に病没した。享年23。
死亡当時、長男の周宗は乳児、次男の斉宗は出生前といった状況に加え、正式に後継者も決めていなかった。故に斉村の死去は幕府はおろか藩内にも機密扱いとした上で、同年8月1日に斉村の病気回復が遅れている旨が幕府に報告され、藩内には同年8月12日（1796年9月13日）に死去したと公表の上で3日後、幕府に斉村の病気による長男・周宗の末期養子としての相続願いが出され、認可された。法諡は永慶院殿桂山蘭榮大居士。

## 人物
武芸よりも詩文を好む教養人であった。寛政8年（1796年）、岩松壽隆（喜惣治）が深山幽谷の中に埋もれている作並の湯（現在の作並温泉・岩松旅館）を開き、世の多くの人々を助けたいと願い出てきたため、それを許可したとの逸話がある。

## 系譜
- 父：伊達重村（1742-1796）
- 母：郷子 - 於定の方、正操院、喜多山美啓の娘
- 兄弟姉妹
  - 長男：伊達総三郎 - 早世
  - 次男：伊達斉村
  - 三男：伊達仙三郎 - 早世
  - 長女： - 早世
  - 次女：順姫、助子 - 宇和島藩主伊達村寿正室
  - 三女：満姫、詮子 - 彦根藩世子井伊直富正室
  - 四女：生姫、暾子 - 鳥取藩主池田治道正室
  - 五女：祥姫、呈子 - 土浦藩主土屋英直継室
  - 六女：甫姫 - 早世
  - 七女：慈姫 - 早世
  - 八女：籌姫 - 早世
  - 九女 - 早世
  - 十女：窕姫、灌子 - 登米伊達村幸正室
- 正室：信證院（1775?-1796） - 興姫、誠子、鷹司輔平の娘
  - 長男：伊達周宗（1796-1812） - 9代藩主
- 側室：信光院（1779-1800） - 信子、阿信、喜多山美昭（藤蔵）の娘
  - 次男：伊達斉宗（1796-1819） - 10代藩主

## 偏諱を受けた人物
斉村時代
在任期間が1790年から1796年（6年間）と大変短いため、歴代藩主に比べると少ない。
- 伊達村賢（川崎伊達家）
- 伊達村清（涌谷伊達家）
- 伊達村義（宮床伊達家）
- 白河村雄（1779年 - 1821年、白河結城氏支流・真坂白川家8代当主）